# رادوسلاف ستويانوفيتش
رادوسلاف ستويانوفيتش هو دبلوماسي وأستاذ جامعي وسياسي صربي، ولد في 1930 في Obrenovac ‏ في صربيا، وتوفي في 31 أغسطس 2011 في بلغراد في صربيا. نشط حزبياً في الحزب الديمقراطي الصربي. وقد انتخب سفير صربيا ‏.